# Sake

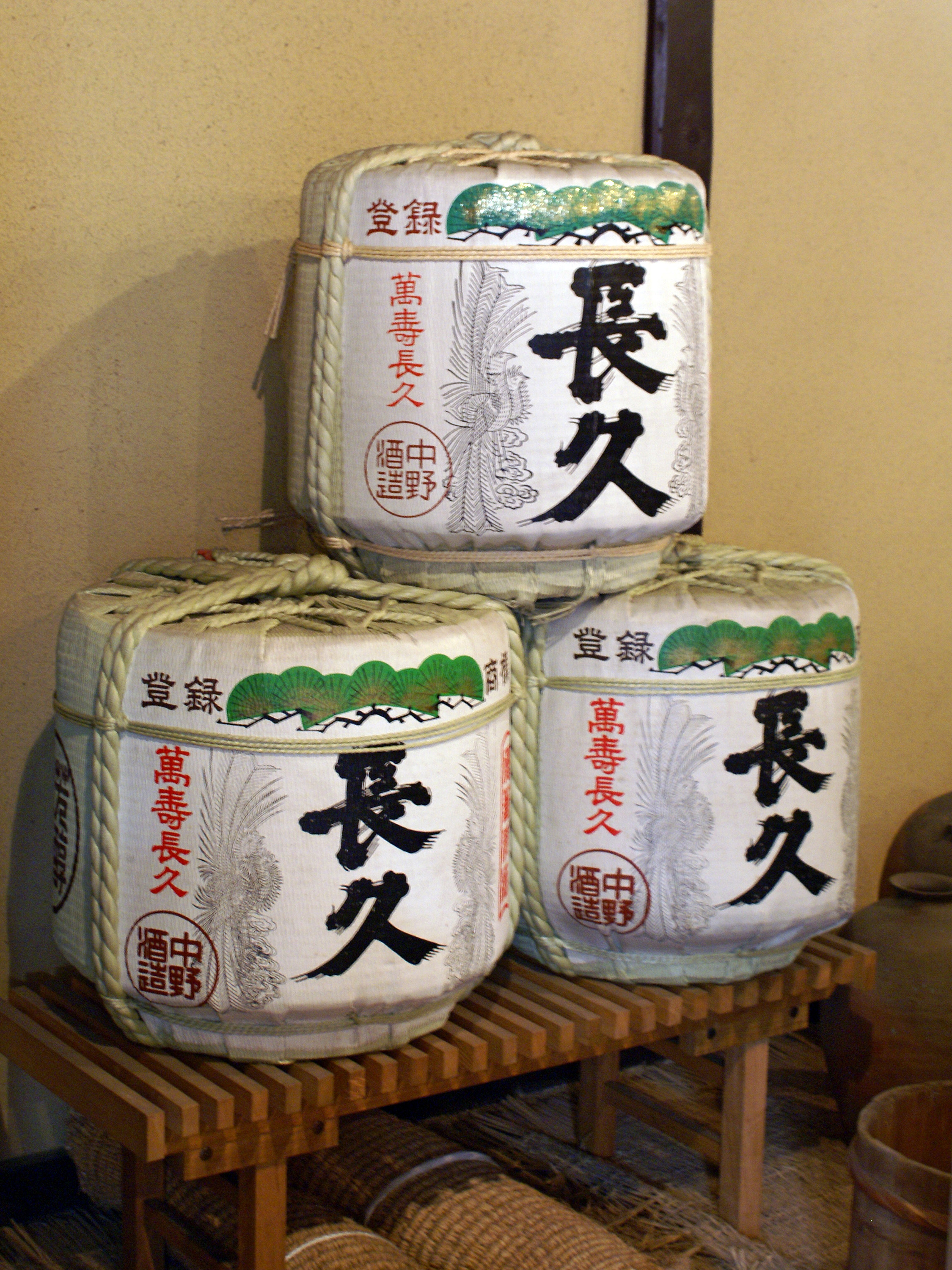
Barriles de sake

El sake (酒?) (AFI: sɑ.kɛpronunciaciónⓘ) o saki es una palabra del idioma japonés que significa «bebida alcohólica». Sin embargo, en los países occidentales se refiere a un tipo de bebida alcohólica preparada de una fermentación hecha a partir del arroz y conocida en Japón como nihonshu (日本酒?  «alcohol de Japón»). Este artículo hará mención de la palabra «sake» como se conoce en los países occidentales.
En Occidente, el sake es comúnmente referido como «vino de arroz». La producción de bebidas alcohólicas por fermentación del grano es más común en la cerveza que en el vino. También existen otras bebidas conocidas como «vino de arroz» que son significativamente diferentes del nihonshu. 
Según la marca del producto, el sake puede alcanzar de 15 a 20 grados de alcohol.

## Otras bebidas
La palabra «sake» puede referirse asimismo a diversas bebidas alcohólicas en diferentes regiones de Japón. En el sur de Kyushu, «sake» designa una bebida destilada llamada imo-jochu (芋焼酎?  shōchu de patata). En Okinawa, «sake» se refiere tanto al shōchu de caña de azúcar como al awamori (泡盛?  literalmente «espuma arriba») o al kūsū, literalmente «bebida añeja». Estas últimas formas de sake son arroz de grano largo destilado con kōji negro o kurokōji (黒麹). 
El carácter chino 酒 se usa con el mismo significado (alcohol) en chino pero pronunciado jiǔ.

## Historia

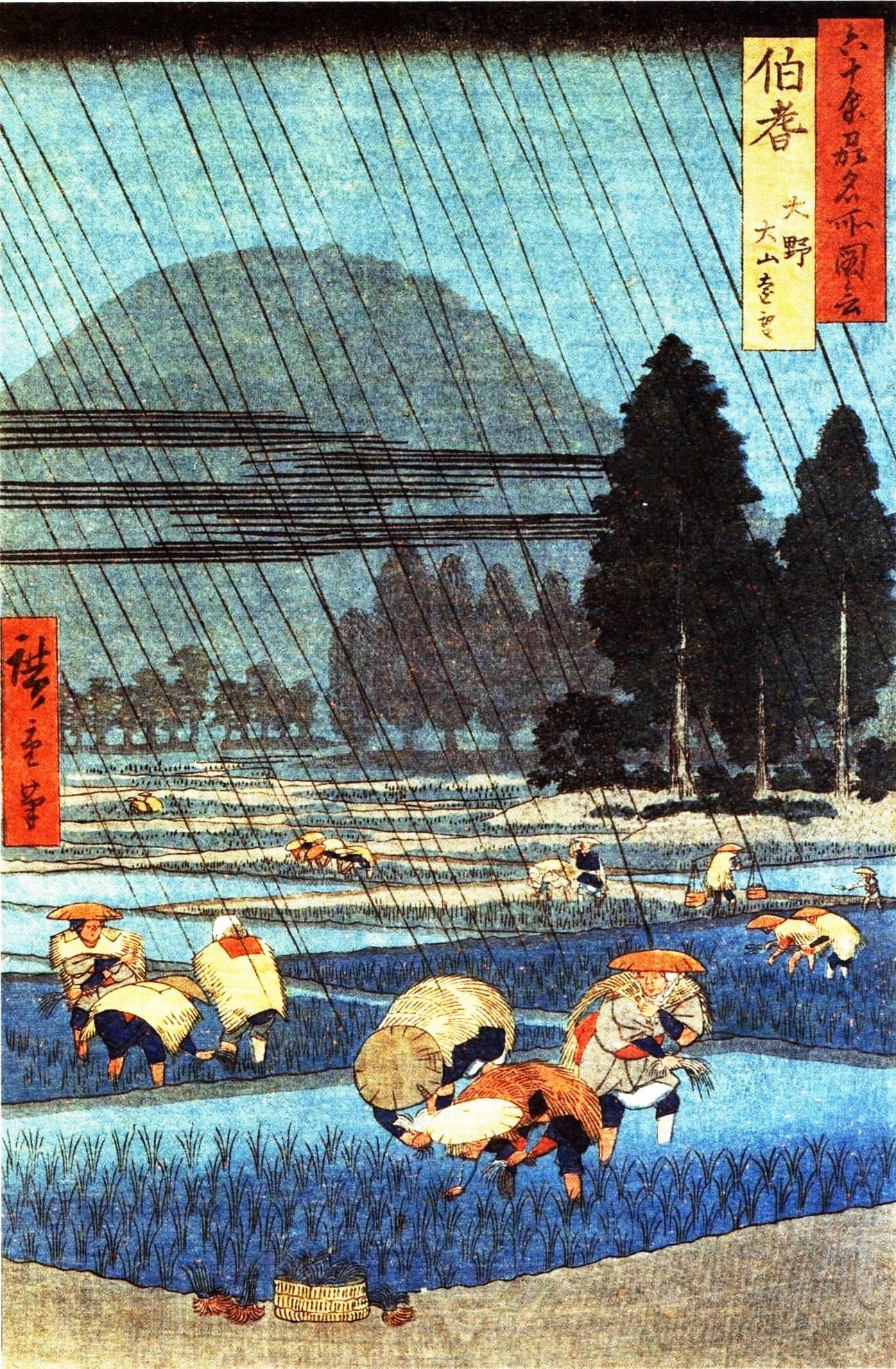
El origen del sake viene principalmente de la fermentación del arroz en los arrozales húmedos, dibujo de Hiroshige.

La historia del sake aún no está documentada y existen múltiples teorías de cómo se creó. Una teoría sugiere que la preparación del arroz comenzó en China a lo largo del río Yangtsé alrededor del 4800 a. C. y posteriormente el método fue exportado a Japón.[cita requerida] Otra teoría explica que la preparación de sake empezó en el siglo III en Japón con el advenimiento del cultivo húmedo del arroz. La combinación del agua con el arroz resultó en la fermentación y aparición de moho en este. A pesar de todo, el primer sake fue llamado kuchikami no sake (口噛みの酒), o «sake para masticar en la boca», y se hacía con arroz para mascar, castañas, mijo y bellotas. Se escupía la mezcla en un barril y las enzimas de la saliva convertían el almidón del arroz en azúcar. Entonces esta mezcla azucarada se combinaba con arroz recién cocido y se dejaba en fermentación natural. Esta forma antigua de sake era baja en alcohol y se consumía como papilla. Este método lo usaban igualmente los aborígenes americanos (ver masato y pulque). El vino de mijo chino, xǐaomǐ jǐu (小米酒), hecho de la misma manera, aparece mencionado en inscripciones desde el siglo XIV a. C. cuando se ofrecía a los dioses en los rituales religiosos. Aproximadamente en el siglo VIII a. C., el vino de arroz, mǐ jǐu (米酒) con una fórmula casi exacta al sake japonés, alcanzó gran popularidad en China.
Siglos después, el proceso de mascado del arroz quedó obsoleto gracias al descubrimiento del koji-kin (麹菌 Aspergillus oryzae), un moho con enzimas que convertían el almidón del arroz en azúcar y que también se usa para hacer amazake, miso, nattō y salsa de soja. Al arroz con koji-kin se le llama kome-koji (米麹), o arroz malteado. Una masa de levadura, o shubo (酒母), se añade para convertir el azúcar en etanol. Este proceso puede aumentar considerablemente el contenido de alcohol del sake (18 % a 25 % por vol.); el almidón es convertido en azúcar por el koji y el azúcar es convertido a alcohol por la levadura en un proceso instantáneo. El koji-kin fue descubierto posiblemente por accidente. Las esporas de koji-kin y levadura pueden flotar en el aire y establecerse en los arrozales húmedos creando un proceso de fermentación. La fermentación resultante pudo haber creado un sake pastoso sin la necesidad de que la gente mascara el arroz. Esta pasta probablemente no tenía un sabor de calidad, pero la toxicidad no era tan alta.
El desarrollo de técnicas y métodos desde China en el siglo VII acabaron por producir un sake de mejor calidad. El sake se volvió muy popular y se creó una organización para preparar esta bebida en el Palacio Imperial de Kioto, capital de Japón en esa época; el resultado de este apoyo condujo a un desarrollo rápido de las técnicas de producción. En la Era Heian, se desarrolló el tercer paso en el proceso de elaboración del sake (una técnica que aumentaba la cantidad de alcohol y reducía la acidez).
Durante los 500 años siguientes, las técnicas de elaboración del sake mejoraron constantemente. Por ejemplo, el uso de un puré de entrada o «moto» con el objetivo de cultivar la mayor cantidad de células de levadura antes de la preparación. Los preparadores también aislaron por primera vez el koji para controlar con mayor consistencia el proceso de conversión del almidón de arroz en azúcar.
Por otro lado, a través de observaciones y ensayos diversos, se desarrolló una forma de pasteurización. Las bacterias que durante los meses de verano se acumulaban en los barriles, hacían que algunos lotes de sake comenzaran a volverse amargos. Estos lotes eran trasladados a otros tanques y calentados. Sin embargo, la pasteurización del sake resultante era imposible si después devolvían dicho sake a los barriles infectados por la bacteria. Así, el sake acababa por tener mayor acidez y era más desagradable de beber. El funcionamiento de este proceso de pasteurización no se comprendió completamente hasta que Louis Pasteur lo descubrió 500 años después.
Durante la Restauración Meiji se permitió legalmente que cualquier persona que poseyera recursos económicos y conocimientos para fabricar pudiera operar su propia empresa de confección de sake. Alrededor de 30 000 fábricas de sake se fundaron en todo el país en un año. Esto originó que el gobierno aumentara los impuestos en la industria del sake y se redujera la cantidad de fábricas a 8000.
La mayoría de las fábricas que crecieron y sobrevivieron a esta época provenían de terratenientes. Estos podían obtener arroz al final de la temporada de cosecha y mantener reservas durante el resto del año. La mayoría de estas empresas que lograron el éxito aún operan en la actualidad.
Durante el siglo XX, la tecnología de preparación de sake avanzó mucho. El gobierno estableció el Instituto de Investigación de Fabricación de Sake en 1904, y en 1907 se llevó a cabo la primera prueba gubernamental de catadura de sake.

## Bioquímica del proceso
La elaboración del sake consiste en una serie de pasos bien diferenciados, tanto por las condiciones en las que cada una se lleva a cabo, como por los microorganismos que participan en cada una de ellas. En la elaboración del koji, por ejemplo, prácticamente solo participa Aspergillus oryzae, mientras que en la del moto se desarrolla una importante microflora, si bien los tres principales actores de esta etapa son Aspergillus oryzae, Lactobacillus sakei, Leuconostoc mesenteroides var. sake y Saccharomyces sake. Finalmente, en la etapa del moromi, Aspergillus oryzae y Saccharomyces sake son los principales microorganismos, tanto en número como en importancia de cara a la elaboración de la bebida.
En esta, aparte de una concentración de entre 15 y 20 % de etanol, los principales componentes responsables de su sabor característico son: ácido succínico (500 a 700 mg/L), ácido málico (200 a 400 mg/L), ácido cítrico (100 a 500 mg/L), ácido acético (50 a 200 mg/L), alcohol isoamílico (70 a 250 mg/L), n-propanol (120 mg/L), alcohol fenetílico (75 mg/L), isobutanol (65 mg/L), acetato de etilo (50 a 120 mg/L), caproato de etilo (10 mg/L) y acetato de isoamilo (10 mg/L).
Estos metabolitos también pueden encontrarse en cervezas y la mayoría de vinos, ya que provienen de la fermentación alcohólica. Asimismo hay que añadir a estos componentes el etil leucinato, que es el que contribuye en mayor medida al aroma del sake. No obstante, la concentración de todos estos compuestos en el sake es significativamente mayor. No hay que olvidar la presencia de ácido láctico (0,3 a 0,5 mg/L) que es casi enteramente fruto de la actividad de las bacterias fermentadoras acidolácticas presentes durante la etapa del moto. Igualmente se detecta, aunque en concentraciones menores, una variedad de aminoácidos. La presencia de estos tiende a ser la mínima posible, pues le dan al sake un sabor desagradable.
Se han llevado a cabo gran cantidad de mejoras genéticas de las cepas de Saccharomyces sake con el fin de incrementar la presencia de algunos de estos metabolitos (como es el caso del feniletanol, el isoamyl alcohol o el etilcaproato), al igual que reducir la de otros (aminoácidos, etilcarbamato, urea). También se ha dado el caso de cepas diseñadas para mejorar la productividad, ya sea disminuyendo la formación de espuma, el incremento de tolerancia al etanol o la no proliferación de cepas productoras de toxinas.
A continuación detallaremos las vías metabólicas de los microorganismos involucrados en la producción de los principales productos presentes en el sake. Dada la gran cantidad de cepas y de variantes existentes en la producción del sake, nos ceñiremos a los casos más representativos.

### Degradación del almidón
Aunque no se haya mencionado más arriba, tan importante como el proceso fermentativo es la degradación del almidón por parte de Aspergillus oryzae, ya que ninguna de las otras levaduras puede degradarlo. Este proceso, también llamado sacarificación, es llevado a cabo por dos enzimas: la α-amilasa, la enzima liquefactora y la glucoamilasa, la enzima sacarificadora. Estas se hallan entre las amilosacaridasas más estudiadas dada su alta actividad y sus numerosas aplicaciones industriales. Antes de adentrarnos más en detalle, será conveniente recordar las características de su sustrato: el almidón.
El almidón es uno de los mayores glucopolímeros, y su estructura básica es la de una cadena central compuesta de α-D-glucosas unidas mediante enlaces α-1,4, y cadenas ramificadas mediante enlaces α-1,6. La cadena lineal no ramificada recibe el nombre de amilosa, mientras que las cadenas ramificadas se denominan amilopectinas. 
Estas cadenas difieren no solo en cuanto a sus propiedades físicas, sino también en cuanto a proporciones, ya que la amilosa representa entre el 17 y el 25 % del almidón, mientras que el resto son principalmente amilopectinas. La estructura de estos dos polímeros en solución sigue siendo todavía objeto de debate. No obstante, sí se ha observado que es variable la distancia media entre ramificaciones de amilopectina y la cadena principal.
Dicho esto, volvamos a las dos amilosacaridasas que nos conciernen. La α-amilasa es una endosacaridasa (por lo tanto no puede atacar a un polímero por sus extremos) que rompe exclusivamente enlaces de tipo α-1,4, mientras que la glucoamilasa es una exosacaridasa, que no solo puede atacar al almidón por los extremos de sus cadenas, sino que puede romper enlaces α-1,4 y α-1,6. Esto deja entender claramente que la α-amilasa actúa ante todo sobre la cadena principal, mientras que la glucoamilasa tiene una función desramificadora que puede colaborar en la ruptura de cadenas lineales.
Al estudiar la producción de sacaridasas en el género Aspergillus, se observó que la producción era mayor en fermentaciones en medio sólido (como es el caso del sake) que en medio líquido, puesto que al parecer las fermentaciones en estado sólido reproducen las condiciones naturales de crecimiento, creando variaciones locales de la concentración de sustrato que estimulan la producción de enzimas hidrolíticas por parte del organismo. No obstante, se observó que el ratio entre amilasa y glucoamilasa es diferente para cada cepa. Así, la cantidad de α-amilasa es más elevada en Aspergillus oryzae mientras que la producción de glucoamilasa es más elevada en Aspergillus niger. 
Para las dos cepas, sin embargo, el mecanismo de acción es el mismo. Las hifas fúngicas penetran, mediante enzimas líticas, en el grano de arroz hasta alcanzar los estratos de tejido donde se encuentra el almidón. El hongo entonces libera las sacaridasas para que degraden el almidón. En primer lugar, la glucoamilasa empieza atacando por los extremos y a las cadenas ramificadas, mientras que la α-amilasa ataca a las cadenas por el medio, creando productos intermedios, que a su vez son atacados por la α-amilasa. Al final, solo quedan maltosas que la α-amilasa rompe, obteniendo así α-D-glucosa. Por último, esta glucosa puede ser absorbida por Aspergillus o permanecer en el arroz y participar en su sacarificación.
Debido a su gran actividad hidrolítica, la α-amilasa de Aspergillus oryzae, también llamada Taka α-amilasa, es muy utilizada en gran variedad de procesos industriales y ha sido extensamente estudiada. Basándose en el análisis de datos de cristalografía de rayos X, se ha propuesto un mecanismo de hidrólisis ácido-base general. Glu230 actuaría como ácido general y Asp297 actuaría como base general durante la catálisis. His122, Asp206, Lys209, His210 y His296 han sido propuestos como responsables de la unión al sustrato.
Estos datos también sugieren que la Taka α-amilasa pertenece a una superfamilia de proteínas con estructura en barril (β/α)8 y con tres dominios A, B y C. El dominio B está relacionado con el sitio de unión a sustrato y está unido al dominio A mediante un ion calcio. El dominio C tiene una conformación de tipo inmunoglobulina y es aparentemente necesario para la actividad del enzima. 
En el caso de la glucoamilasa, estudios con Aspergillus niger indican que Trp120 estabiliza el estado de transición del sustrato, mientras que Glu179 y Asp176 actúan como catalizadores ácido-base. Se ha visto, por último, que la presencia de almidón y de maltosa son inductores de la actividad de la α-amilasa, en tanto que altas concentraciones de glucosa tienen un efecto inhibidor de su actividad. 
Afortunadamente, en la elaboración del sake esto no es un problema, dado que a medida que Aspergillus oryzae va generando glucosa, las levaduras fermentadoras la van utilizando para producir etanol, por lo que nunca se alcanzan concentraciones de glucosa suficientes para inhibir la actividad hidrolítica de la α-amilasa. La glucoamilasa no está sujeta a este tipo de inhibición.
La Taka α-amilasa ha sido estudiada asimismo a nivel de su secuencia genética y clonada en otros microorganismos. En Aspergillus oryzae se encontraron múltiples genes de expresión para la Taka α-amilasa. cDNA y DNA de dos secuencias casi idénticas de los genes de la Taka α-amilasa, amyI  y amyII, fueron clonados y secuenciados. Las secuencias muestran diferencias en solo tres nucleótidos, que afectan a dos pares de aminoácidos, 35Arg-Glu y 121Phe-Leu, siendo estas las únicas diferencias entre las dos proteínas. A nivel de secuencia génica, se observó igualmente que la 3’ UTR de amyI carece de inverted repeats y contiene una región señal de poliadenilización ‘AATAAA’. 
Los genes amyI y amyII no están ligados en el cromosoma de Aspergillus oryzae, sino que los separa una distancia de entre 6 y 10 kb, y cada uno contiene 8 intrones. Experimentos de deleción de secuencia indican, además, que la secuencia que va de 299 a 377 bp desde el codón inicio es necesaria para poder inducir un alto nivel de expresión del gen.
Desde un punto de vista de cinética enzimática, se han llevado a cabo estudios acerca de las condiciones óptimas de actividad tanto para la α-amilasa como para la glucoamilasa.
En el caso de la α-amilasa, se ha visto que alcanza una actividad máxima para un pH de 4,7 y una temperatura de 55 °C. Para la glucoamilasa, por el contrario, el pH óptimo es de 4, teniendo a 4,7 una actividad equivalente al 70 % de la actividad máxima, y la temperatura óptima 75 °C, aunque puesto que se trata de una enzima inestable a altas temperaturas, el límite para aplicaciones prácticas se halla alrededor de los 60 °C. Estos datos resultan aún más interesantes si se tienen en cuenta las condiciones de elaboración del koji, del moto y del moromi, ya que durante la elaboración del koji la temperatura nunca sobrepasa los 36 °C. Durante la elaboración del moto el pH suele ser bastante ácido, debido a la producción de ácido láctico, situándose alrededor de 3,6-3,8. La temperatura, por su parte, depende del método de producción. En algunos casos se sitúa en 25 °C, en otros, para evitar la aparición de microflora salvaje, se alcanzan los 55-60 °C. 
Finalmente, durante la elaboración del moromi, la temperatura gira alrededor de los 15 °C. Por lo tanto vemos que prácticamente en ningún caso las condiciones de producción se ajustan con las óptimas de las sacaridasas, lo cual tiene sentido, pues de esta manera se puede controlar que la proliferación de Aspergillus oryzae no sea excesiva.

### Producción del ácido láctico
La producción de ácido láctico se da durante la fase de elaboración del moromi, principalmente mediada por Lactobacillus sake y Leuconostoc mesenteroides, aunque Saccharomyces sake también puede contribuir puntualmente. Esta producción de ácido láctico, de gran utilidad para acabar con la microflora salvaje que crece durante la elaboración del moto, es fruto de la fermentación láctica llevada a cabo por los dos microorganismos citados anteriormente. La vía de fermentación acidoláctica no difiere mucho de uno a otro, cabe señalar, que mientras que Lactobacillus sake es un fermentado homoláctico facultativo, Leuconostoc mesenteroides es un fermentador heteroláctico, por lo que, además de ácido láctico, producirá etanol.
La fermentación homoláctica del ácido láctico está estrechamente relacionada con la fermentación alcohólica, ya que ambas tienen en común todo el proceso glucolítico que desemboca en el piruvato. No obstante, a diferencia de la fermentación alcohólica, la fermentación acidoláctica no pretende generar ATP sino solo regenerar el NAD+ que se gasta durante la glucólisis. La reducción del piruvato está catalizada por la lactato desidrogenasa que forma el isómero L del ácido láctico. El equilibrio global de esta reacción favorece fuertemente la formación de lactato, tal y como se demuestra por la gran variación negativa de energía libre estándar (ΔG’º=-25,1 kJ/mol).
La fermentación heteroláctica se diferencia de la homoláctica en que una parte del piruvato es descarboxilado a acetil-CoA, que a su vez puede ser reducido a etanol o transformado en acetato mediante la fosfato acetiltransferasa, que lo convierte en acetil fosfato, y la acetoquinasa, que nos permite obtener un acetato y un ATP, por lo que la fermentación heteroláctica permite generar energía además de poder reductor. El acetato generado pasará luego a ácido acético, o incluso etil acetato, productos importantes de cara al aroma y el sabor del sake. Por lo tanto, la intervención de Leuconostoc mesenteroides es importante de cara a la caracterización de la bebida. Esta bacteria, además, destaca por el amplio rango de temperaturas y concentraciones de azúcares (hasta del 50 %) en las que es capaz de crecer, siendo en consecuencia de uso habitual en la industria alimentaria.
Podemos decir, por lo tanto, que la participación de estos dos microorganismos en el sake no es despreciable, ya que no solo producen cantidades suficientes de ácido láctico para inhibir el crecimiento de otros microorganismos indeseados, sino que también generan metabolitos secundarios que contribuyen al sabor del sake. De su grado de actividad, además, dependerá en gran medida la acidez final del sake, por lo que se han desarrollado un abanico de cepas que permitan alcanzar el grado de acidez deseado en cada caso. Parte de estas cepas han sido desarrolladas mediante procesos de mutagénesis y genética recombinante. 
No obstante, en los últimos años, han aparecido variantes en el método de producción del sake (sobre todo del de menor calidad), en el que se elude la necesidad de estos microorganismos, ya que se procede a la acidificación del moto mediante adición directa de ácido láctico desde el principio, por lo que se evita la aparición de microflora indeseada al mismo tiempo que se evita el crecimiento de estos fermentadores. Esto se debe a que Lactobacillus sake llega a alcanzar un tamaño de población del orden de 108 cfu/g, por lo que al evitar su crecimiento, se facilitan las tareas de filtrado del producto.

### Producción del etanol
La fermentación alcohólica es un proceso común llevado a cabo por muchos de los microorganismos que se hallan en situación de anaerobiosis. En el caso de las levaduras, el género Saccharomyces se ha convertido el microorganismo de referencia en cuanto fermentación alcohólica aplicada a los alimentos. Saccharomyces sake es, además, una variante de Saccharomyces cerevisiae capaz de tolerar mayores concentraciones de etanol, que permiten que en el sake alcance porcentajes superiores al 20 %.
En levaduras, la producción de etanol deriva únicamente de la vía glucolítica de Embden-Meyerhof-Parnas, en la que la glucosa fosfato es transformada en dos triosas fosfato: gliceraldéhido -3_P y dihidroxilacetona fosfato. El gliceraldéhido-3 –P es a continuación transformado en piruvato. Este se convierte en etanol y dióxido de carbono en un proceso en dos pasos. En el primer paso, el piruvato se descarboxila en la reacción irreversible catalizada por la piruvato descarboxilasa. Esta reacción necesita ion magnesio y tiene un coenzima unido muy fuertemente, la tiamina fosfato. 
En el segundo paso, el acetaldéhido obtenido se reduce a etanol, con NADH proveniente de la deshidrogenación del gliceraldéhido 3-fosfato, aportando el poder reductor a través de la acción de la alcohol deshidrogenasa. Por otra parte, la dihidroxilacetona fosfato generada durante la glucólisis pasa también a gliceraldéhido 3-fosfato, por lo que por cada molécula de glucosa obtenemos dos de etanol, dos de CO2, 2 de ATP, 2 de H2O y oxidamos los dos NADH obtenidos durante la glucólisis.
Se ha sugerido que parte de la producción de etanol podría ser fruto de la actividad fermentadora de Aspergillus oryzae, si bien es cierto, que no se da siempre, y aun cuando se produce, su contribución es muy minoritaria. De todos modos, los altos niveles de etanol alcanzados, pese a no afectar en exceso la actividad del hongo, sí que sirven para acabar con los microorganismos indeseados y también con las bacterias productoras de ácido láctico que hallan sucumbido ya debido a la baja da de pH que ellas mismas causaron durante la etapa del moto.

### Producción de etil leucinato y de fenil etanol
De todos los metabolitos secundarios obtenidos durante la fermentación, el etil leucinato y el fenil etanol son los más importantes, ya que su contribución al sabor del sake es especialmente destacada. En el caso del etil leucinato, es quizás el principal responsable de su sabor, mientras que el etil etanol destaca por su aroma a rosas característico. Por ello, y pese a que sus vías de obtención son muy diferentes, merecen mención a aparte.
El etil leucinato es producto de la acción combinada de Aspergillus oryzae y las levaduras del sake. En un primer tiempo, Aspergillus oryzae convierte leucina (ya sea endógena, ya sea obtenida de la proteólisis del arroz) en ácido leucínico que se libera al medio. Se ha visto que esto es algo que solo puede llevar a cabo Aspergillus ya que se puede hallar ácido leucínico en el koji, pero no el arroz hervido únicamente en presencia de levaduras del sake. En un segundo lugar, las levaduras del sake (principalmente Saccharomyces) convierten este ácido leucínico en etil leucinato. 
Diversos estudios han demostrado que Aspergillus oryzae carece de la capacidad para llevar a cabo esta última conversión. Es, más, se ha constatado que la capacidad de producir más o menos etil leucinato depende de la combinación de cepas de Aspergillus oryzae y levaduras del sake presentes en la muestra.
El fenil etanol, por su parte, es un compuesto producido exclusivamente por Saccharomyces sake, junto al fenil acetato. En el sake, la proporción de estos dos productos suele ser de entre 4 y 10 veces, siendo el fenil etanol el que se halla a niveles más elevados. El fenil etanol se forma durante la fermentación alcohólica mediante conversión de la fenil alanina presente en el medio, o bien por síntesis de novo.
La síntesis de novo se da a partir de fenil piruvato, que es un precursor de la fenil alanina. En Saccharomyces, el primer paso de la biosíntesis de aminoácidos aromáticos está catalizada por la 3-deoxi-D-arabino-heptulosonato-7-fosfato sintasa. Esta enzima está presente en dos isoformas, una de las cuales se inhibe mediante mecanismo de feedback negativo en presencia de fenil alanina, mientras que la otra lo hace en presencia de tirosina. Se han creado mutantes insensibles a estas inhibiciones para obtener mayores cantidades de fenil etanol.
La obtención de fenil etanol por la vía catabólica, por su parte, se da mediante tres pasos enzimáticos: en el primero una aminoácido transferasa convierte la L-fenil alanina en fenil piruvato. A continuación, la tiamina pirofosforilasa convierte ese fenil piruvato en fenil acetoaldéhido que es convertido en fenil etanol mediante una la alcohol hidrogensa. 
El balance de este proceso, aparte de un fenil etanol por una L-fenil alanina, es de un NADH oxidado a NAD+ y la formación de una molécula de CO2. La producción de fenil etanol y otros alcoholes volátiles se da cuando las bacterias utilizan aminoácidos como fuente de nitrógeno, aunque la presencia de glucosa es esencial, ya que permite la síntesis de novo.

### Producción de otros metabolitos secundarios
Como hemos visto antes, el piruvato fruto de la glucólisis permite obtener ácido láctico, ácido acético y etanol durante la fermentación. No obstante, estos no son los únicos productos obtenidos. Muchos otros metabolitos secundarios pueden originarse a partir del piruvato durante la fermentación, como consecuencia de rutas anapleróticas o de sistemas de regulación, ya sea del poder reductor, ya sea de alguno de los productos antes mencionados.
Varios de esos metabolitos secundarios fueron enunciados al principio de este artículo. El ácido cítrico, el ácido succínico y el ácido málico formaban parte de esa lista. La obtención de estos se da a través del ciclo del ácido cítrico. En el inicio del ciclo, una molécula de acetil-CoA (que proviene del piruvato) cede su grupo acetilo al oxalato, formando una molécula de citrato. Esta puede convertirse en ácido cítrico, o puede continuar el ciclo. El citrato es entonces transformado en isocitrato, que al deshidrogenarse produce α-cetoglutarato. Este último compuesto también sufre una descarboxilación, produciendo finalmente succinato, que, como antes, puede derivar en ácido succínico o continuar el ciclo. 
A continuación el succinato es convertido a fumarato mediante una deshidrogenación, y este mediante hidratación, dará malato. Este malato tiene por último la opción de salir del ciclo como ácido málico, o cerrarlo, deshidrogenándose para dar oxalacetato, la molécula con la que empezamos. También existe la posibilidad de saltarse las etapas enzimáticas que medían entre el isocitrato y el oxalacetato mediante el ciclo del glioxilato, no obstante, con lo dicho basta para hacerse una idea del mecanismo de obtención de estos ácidos.
Otro metabolito secundario importante, pese a que no figuraba en la lista inicial es el glicerol, que contribuye a la suavidad del sake y se acumula durante las etapas iniciales de la fermentación. El glicerol se obtiene a partir de la de dihidroxiacetona fosfato que es reducida a glicerol fosfato mediante una deshidrogenasa NADH-dependiente. Este glicerol fosfato es hidrolizado por la α-glicerofosfatasa para dar glicerol.
Finalmente, el resto de alcoholes volátiles se forman a partir de cetoácidos precursores de aminoácidos, como es el caso del piruvato. Mediante descarboxilaciones y reducción al alcohol correspondiente se pueden obtener todos los alcoholes enunciados al principio del capítulo.

## Producción de sake
El sake se produce a partir del grano del arroz. Pero a diferencia de otras bebidas producidas por fermentación, las enzimas que rompen las moléculas del almidón en los azúcares fermentables no provienen de estos granos, ya que estos se han molido para quitar las porciones externas, y por lo tanto no pueden ser malteados.
Estas enzimas son proporcionadas por un moho llamado koji-kin (Aspergillus oryzae), que se cultiva deliberadamente sobre el arroz cocido al vapor. Este es el proceso que proporciona las enzimas que realizarán la sacarificación requerida.
El arroz cocido al vapor sobre el cual se ha propagado este koji-kin se mezcla con más arroz cocido al vapor, agua, y la levadura en un mismo tanque. Este es el punto clave: se da la sacarificación por parte del moho y la fermentación por la levadura en el mismo tanque y al mismo tiempo. Este proceso se da únicamente en el sake de entre todas las bebidas alcohólicas, y se conoce como heiko fukukakkoshiki o «fermentación múltiple en paralelo».
Se podría desglosar todo el proceso de producción del sake en nueve pasos, los cuales son indispensables y no se pueden entender por separado.

### Seimai(pulido del arroz)
Todo el arroz cuando se recoge es arroz integral. Incluso cuando se quita la cáscara externa, el núcleo del mismo es de un color pardo. Esta parte externa del grano debe ser pulida antes de que el arroz sea adecuado para la elaboración de sake.
Un arroz bueno para producir sake difiere en muchos aspectos del arroz empleado para cocinar. Una de las diferencias importantes es la concentración de almidón en el centro del grano. Rodeando este centro almidonado se encuentran grasas, proteínas, y minerales que son generalmente perjudiciales para dicha producción. Por esta razón, el arroz se muele para quitar esta porción externa.
Durante el curso de la historia, se han empleado varios métodos para pulir o moler el grano de arroz. Originalmente, se empleaba la técnica de la fricción en un mortero, en el cual el arroz integral y seco se rascaba con un bastón especial hasta que la parte externa del grano era suficientemente extraída.
En poco tiempo se empezaron a emplear varios tipos de maquinarias: tipo molinos de agua y otras parecidas a las que se usa para la extracción del grano de café. Hoy en día las máquinas empleadas en las factorías de sake se llaman seimaiki, y están controladas vía ordenador, pudiendo controlar el porcentaje de grano molido para un tiempo concreto. De hecho, la primera máquina que se elaboró para este fin fue en 1933, y a partir de aquí la calidad del sake empezó a mejorar considerablemente.
El trabajo que ejercen estas máquinas consiste en hacer pasar el arroz, por caída vertical, entre dos piedras que giran en sentido contrario, y así repetidas veces hasta tener el grado de molienda deseada. Este proceso dura varias horas. 
El polvo generado por la parte exterior del grano (no deseada) es aspirado continuamente mientras se hace la molienda. Este polvo se llama nuka y se utiliza en alimentación para salmueras, galletas y confiterías tradicionales japonesas. También pueden ser destiladas para la producción de bebidas alcohólicas de bajo coste.
Para saber cuando tenemos el grado de molienda deseada se hace un seguimiento haciendo comparación de peso entre el grano original y el obtenido. Generalmente se pierde un 20 % para sake de bajo coste y un 75 % para los de buena calidad. Esta característica en la elaboración del sake se llama seimaibuai. 
Todo este proceso no es tan fácil como parece, se ha de efectuar suavemente por diversos motivos. La fricción entre los granos de arroz en la molienda aumenta su temperatura y les hace perder capacidad de absorber agua, indispensable en el paso siguiente. Otro motivo es la estructura física del grano de arroz, ya que los granos quebrados o agrietados no fermentan tan bien como los intactos.

### Lavado y empapado (SenmaiyShinseki)
Después de que el arroz haya sido molido hasta el grado deseado, se lava (senmai) para quitar el nuka, el polvo que aún ha quedado después de la molienda. Entonces se empapa con agua (shinseki) para prepararlo para el siguiente proceso: cocción al vapor.
Este paso también es muy importante, ya que el contenido de agua que tenga el grano afectará sin duda a la cocción resultante. En este grano empapado será donde se cultivará el moho Koji-kin y, después de la fermentación producida por este, se disolverá por completo este centro almidonado formando un puré. Dependiendo de la calidad del sake este paso se realiza con gran cuidado y precisión.
El arroz que no se haya molido adecuadamente se destina a producción de sake de baja calidad. Generalmente se deja reposar en remojo durante toda una noche, pero aun así no puede absorber mucha agua.
El arroz que ha sido altamente molido se destina a sake de alta calidad, y generalmente se empapa en porciones más pequeñas, generalmente de 30 en 30 kg, controlando mucho el tiempo que dura este proceso.

### Cocción al vapor (MushimaioJomai)
La cocción al vapor es otro de los pasos importantes en la producción de sake, y ha mejorado mucho gracias a las nuevas técnicas y maquinarias. Sin embargo sigue habiendo límites a la hora de automatizar este proceso, ya que es muy fácil alterar la calidad del producto final.
El recipiente donde se cuece el arroz en las cantidades necesarias para la producción de sake se llama koshiki. Originalmente era de madera y el vapor alcanzaba el arroz mediante un agujero en el fondo de este recipiente. En este proceso el arroz no está en contacto con agua, se cuece únicamente con vapor.
Se intenta en todo momento que el vapor atraviese el arroz de la manera más uniformemente posible. Actualmente el koshiki tiene diferentes formas y tamaños, y se hacen generalmente de acero.
Las grandes industrias también cuecen el arroz al vapor mientras este va circulando por una cinta transportadora. Esto les ahorra el tener que hacer cocciones individuales de poco contenido de arroz.
Una vez el arroz ha sido cocido, se enfría mediante una máquina que separa el arroz en porciones pequeñas y las airea rápidamente.

### Producción delKōji(Seikiku, okōji-zukuri)
Aquí es donde empieza propiamente la elaboración del sake, hasta ahora eran solo etapas preparatorias del arroz. Hay un viejo refrán japonés que dice: «Ichi: Koji, ni: Moto, san: Zukuri.», primero el Koji, segundo el Moto, tercero el cultivo de levadura.
El kōji es el arroz blanco cocido sobre el cual se ha cultivado el moho Aspergillus oryzae. Este moho segrega enzimas sobre el grano de arroz.
Una molécula del almidón es una cadena muy larga que no se puede fermentar como tal, ya que las células de levadura no pueden procesarlas para formar alcohol y dióxido de carbono. Las enzimas que aporta Aspergillus oryzae son las que se encargan de romper estas cadenas en fragmentos más pequeños. Por supuesto no tienen una eficiencia del 100 %, pero crean muchos azúcares de cadena corta que si puede procesar la levadura.
En el tanque de fermentación (o fermentador), el 30 % del arroz es Koji, mientras que el resto es arroz normal cocido al vapor. Las enzimas creadas por este 30 % crearan suficientes azúcares para procesar el resto de arroz. Toda esta mezcla se conoce como moromi.
La temperatura y la humedad son extremadamente importantes en la producción del Koji, por esta razón se hace en una sala especial donde son más altas que en el resto del kura (fábrica del sake). Esta sala se llama muro.
El Koji se cultiva de 40 a 64 horas y este es el paso crucial que dará las características organolépticas del sake: si es seco, dulce, aromático, …. También se ha de tener en cuenta que el Koji por sí solo incrementa también la temperatura de esta sala, por lo cual se ha de ir regulando constantemente.
El arroz destinado para Koji, una vez aireado se introduce en la sala muro y se diseminan sobre él finas esporas del moho (color verde oscuro) y se mezcla para dejarlo reposar a la temperatura y humedad deseadas. 
Por supuesto estos pasos están totalmente automatizados en las industrias, pero para crear un buen sake se sigue haciendo este proceso artesanalmente.
Generalmente se dividen cajas o bandejas de unos 200 kg para poder mezclar y airear correctamente cada 2 horas día y noche.
La manera en la que el moho se propaga, se conoce como la calina y también es muy importante. Este puede trabajar en el exterior del grano o hacia el centro de este. Esto depende de la graduación del sake y del perfil previsto para su sabor, y de otros factores como la calidad del agua y la levadura.
Cada kura tiene sus propias técnicas y métodos para la producción del koji. Este proceso se ha estudiado científicamente y empíricamente durante centenares de años.
Si este proceso sale mal, el olor del koji será una evidencia de un producto de mala calidad. Un aroma a humedad se hará notar sobre el sabor y la fragancia del sake.

### Iniciador del leudado/Acción de la levadura (MotooShubo)
Para dar oportunidad a las células de levadura la ocasión de supervivencia frente a las numerosas bacterias que podrían dominar de otra manera el proceso de fermentación, se utiliza un fermentador de tamaño pequeño para preparar una concentración muy elevada de estas células.
Para preparar este moto se utiliza arroz cocido al vapor mezclado con koji y con agua en una tina pequeña, y directamente se pone el starter de células de levadura. Generalmente también se añade una cantidad pequeña de ácido láctico para proteger este cultivo de contaminaciones por parte de bacterias existentes en el aire.
A partir de aquí, durante un período de 2 a 3 semanas el koji romperá el almidón del arroz en azúcares pequeños y estos servirán de nutrientes para la levadura, la cual se multiplicará muy rápidamente hasta que la mezcla este lista para procesar grandes cantidades de mezcla de koji, arroz cocido al vapor y agua. Este es el inóculo de levadura: unos 5x106 de células de levadura por cada centímetro cúbico de líquido de moto.

### MoromiySandan Shikomi
El moto se transfiere a una tina más grande y se le añade el arroz, el koji y el agua, a partir de aquí se llama moromi. Este proceso de adición se repite tres veces y se conoce como shikomi sandan y dura cuatro días. Se hace el primer, tercer y cuarto día. El segundo día, donde no se añade nada es el día odori, que literalmente se traduce como “danza”, este día sirve para que se cultive aún más en el cocido la levadura.
En general la segunda adición de estos tres componentes es alrededor de dos veces más grande que la primera, y la tercera dos veces más que la segunda. Por supuesto hay variaciones de esta fórmula.
Una vez el moromi el arroz y el koji se han mezclado bien, se deja reposar y fermentar entre 18 y 32 días. El momento de la parada de la fermentación es otro de los pasos cruciales, ya que una larga exposición produciría extraños sabores en el sake.
Como el koji rompe los almidones gradualmente, la levadura no se inhibe por exceso de sacarosa y puede seguir produciendo alcohol y dióxido de carbono. Esto le proporciona al sake una graduación de unos 20 grados, siendo la bebida fermentada con más graduación en todo el mundo.

### Prensa (Joso)
En este punto, el moromi está preparado para ser presionado a través de una malla, que separará el sake del arroz fermentado (que se conoce como kasu). Hay varias maneras de prensa. La manera tradicional, que sigue siendo muy utilizada actualmente, es meter el arroz en sacos de algodón de un metro de longitud y dejarlos reposar en una gran caja llamada fune, generalmente hecha de madera. Llegado a este punto se coloca la tapa de la caja, por lo que la bolsa será presionada y el sake se filtrará a través del algodón y saldrá al exterior por un orificio situado en el fondo del fune.
Cuando el sake se presiona usando un fune, generalmente se obtienen tres tipos de productos. La primera tercera parte del sake formado se conoce como arabashiri y es el sake que sale sin tener que aplicar ningún tipo de presión. 
La siguiente porción es conocida como nakadare o nakagumi. Se obtiene presionando lentamente y gradualmente durante varias horas y es la porción más cara. Finalmente los sacos se cambian y se vuelve a presionar hasta obtener el tercer producto, conocido como seme.
Actualmente, la mayoría del sake se obtiene presionando con una máquina grande de estructura similar a un acordeón conocida como assakuki, o como yabuta, que es la marca más utilizada. Aquí el moromi se bombea directamente en el interior, donde se infla un globo de goma que exprimirá el sake hacia fuera donde será recogido por docenas de paneles, dejando el kasu atrás. Su eficiencia de trabajo es diez veces superior a la del viejo fune, pero con el viejo fune se obtiene un sake sutilmente mejor.
Otro método para presionar se conoce como shizuku o goteo. Aquí los sacos de algodón se llenan de moromi y se suspenden en el aire, permitiendo de esta manera que el sake gotee hacia fuera. Generalmente se utiliza para la producción de sake más elegantes y complejos. Obviamente hay mucho más trabajo en este proceso y esto se verá reflejado en el precio.

### Filtración (Roka)
Después de dejar reposar el sake durante unos 10 días para permitir que acaben todas las reacciones químicas residuales, se filtra. Este es un proceso curioso, donde se le añade al sake carbón en polvo y el líquido negro resultante se pasa por un filtro. Los elementos indeseados y el color ambarino del sake natural desaparecerán después del filtrado, dejando un sake transparente.
Se ha de tener mucho cuidado al hacer el filtrado, ya que una filtración agresiva puede perjudicar gravemente las calidades organolépticas del sake. De hecho, muchos artesanos no filtran su sake, sobre todo si se trata de un sake con alta graduación.
El sake sin esta filtración suele ser mucho más atractivo e interesante. Quizá no esté tan refinado, pero cuando se utiliza agua y arroz de buena calidad, sin este paso se puede obtener un sake muy elegante. 
La filtración con carbón se empezó a utilizar en 1930, pero hoy en día muchas industrias utilizan filtros metálicos, con agujeros desde uno a dos micrómetros. Aun así se ha demostrado que el uso del carbón es mucho mejor ya que da pie a poder hacer reajustes y cambios más sutiles a la hora de filtrar.
Realmente, la filtración de carbón puede ser increíblemente exacta. Variando el tamaño de las partículas de carbón, la cantidad usada y el tiempo, los artesanos pueden eliminar entre otras cosas el color y los sabores ásperos, e incluso eliminar cada uno por separado. La tecnología de filtración es muy avanzada y cada kura tiene su propia técnica
También podemos encontrar en ocasiones sakes sobrefiltrados, los cuales han perdido muchas de sus características organolépticas y pasan a ser como “aguas pesadas”, con un claro gusto a carbón. Así entonces, se trata de un proceso muy delicado.
Por otro lado, los sake sin este paso de filtración, se conocen como muroka, y se está haciendo cada vez más popular en Japón. También se pueden encontrar sakes sin filtrar, diluir y pasteurizar, son los geshu nama muroka. Estos últimos son molestos de beber ya que tienen gran turbidez, pero lo compensan con elevados, profundos y muy especiales sabores.

### Pasteurización (Hi-ire) y embotellado
La mayoría del sake se pasteuriza. Esto se consigue calentando el sake a 65 grados centígrados (150 grados Fahrenheit), generalmente haciéndolo pasar a través de una pipa de metal con forma en espiral que está metida en una tina de agua caliente. 
Alternativamente, el sake embotellado se puede calentar directamente sumergiendo la botella en agua caliente durante un tiempo determinado, o incluso calentar el sake mientras se está bombeando para llenar las botellas. Se conoce como Hi-ire.
Antiguamente, el sake no se pasteurizaba. Esto producía que si el sake no se guardaba en un lugar fresco, generalmente se enturbiaba y tanto la fragancia como el sabor se volvía extraño. De alguna manera los artesanos se dieron cuenta de que calentando el sake durante breve tiempo, podía conservarse con toda su fragancia y sabor, incluso sin tener que conservarlo en frío.
De esta manera, mucho antes que Louis Pasteur pudiera encontrar una explicación a este fenómeno, los artesanos desactivaban las enzimas y mataban las bacterias evitando que pudiese degradar el sake.
Si el sake no se pasteuriza (namazake) y no se guarda en frío, puede sufrir turbidez, debido al crecimiento excesivo de la levadura y otros microorganismos, es lo conocido como hi-ochi.
Generalmente, este proceso se hace dos veces, una vez antes de almacenaje, y de nuevo antes de enviar. Sin embargo, esto puede variar de kura a kura. Actualmente, también se puede agregar agua para bajar de manera natural la graduación del 20 % al 16 %.
Finalmente se procede al embotellado o también conocido como binzume. Tradicionalmente, se introducía el sake en unas tinas pequeñas llamadas yoshino y desde aquí se llenaban las botellas manualmente para después distribuirlas a las tiendas. Actualmente, este proceso esta totalmente automatizado: primero se embotella y después se pasteuriza. Generalmente estas cadenas tienen una eficiencia de unas 4000 botellas por hora.

## Variedades

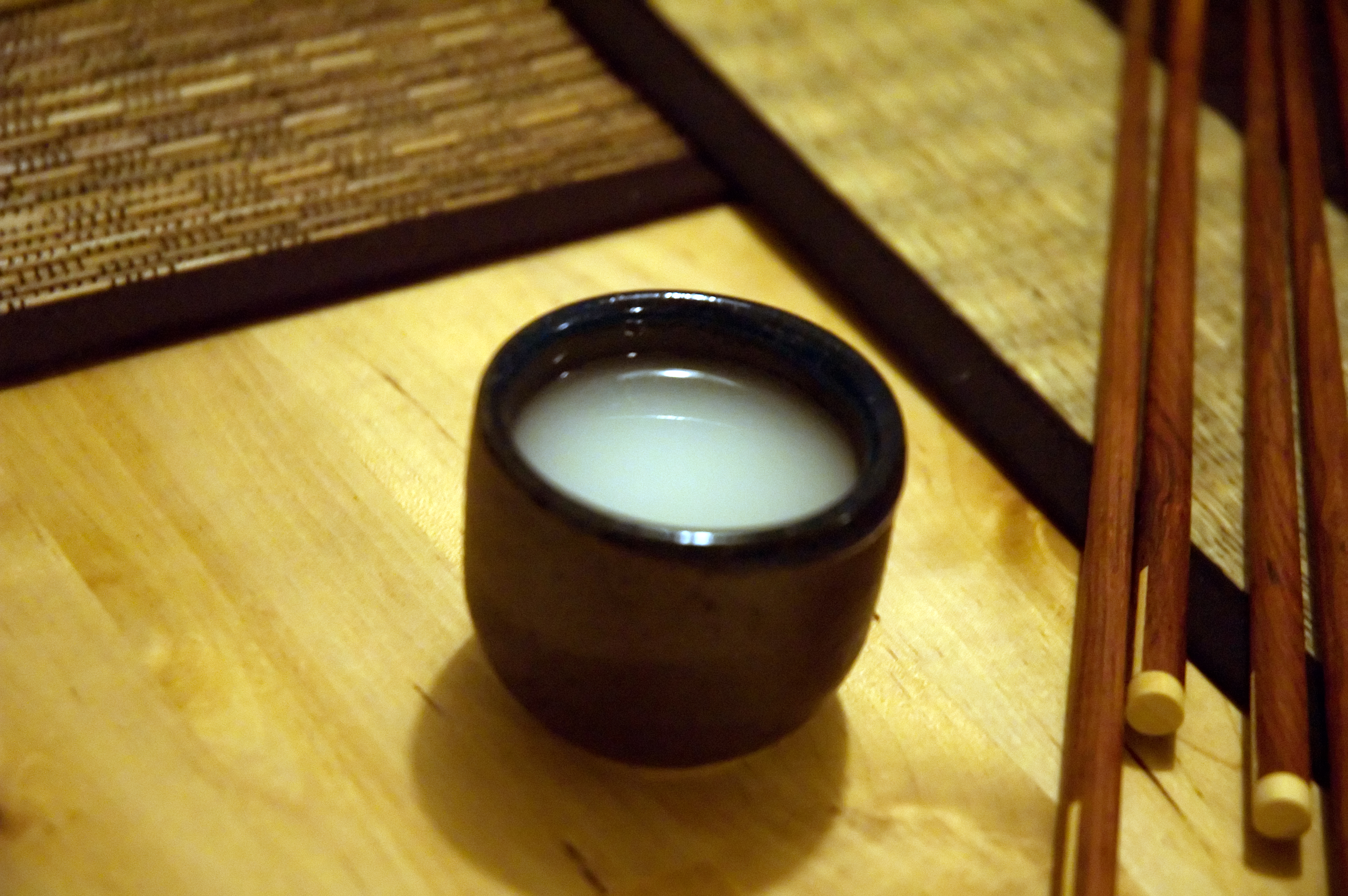
Sake sin filtrar.

Hay cuatro tipos básicos de sake, creados con una fina variedad de ingredientes. La parte interior del grano de arroz contiene el almidón (que es lo que fermenta) y las partes externas contienen aceite y proteínas, los cuales tienden a dejar el sabor extraño o desagradable en el producto final. Al pulir el arroz, se remueve la parte más exterior, dejando sólo el centro almidonado.
Los tipos básicos de sake, en orden de aumento en calidad, complejidad y precio son:
- honjozo-shu (本醸造), con un leve agregado de alcohol destilado. El alcohol destilado ayuda a extraer algunos sabores del salvado.

- junmai-shu (純米酒), literalmente "vino puro de arroz", hecho de arroz solamente. Antes de principios de los años 90, el Gobierno japonés estableció que por lo menos se extraiga un 30 % del arroz pulido y que la bebida sea sin alcohol para que el sake sea considerado junmai. Hoy en día esto puede aplicarse a cualquier sake molido que no contenga aditivos o alcohol destilado.

- ginjo-shu (吟醸酒), con la extracción de un porcentaje de arroz pulido entre el 30 y el 50 %. Junmai ginjo-shu está hecho sin agregado de alcohol.

- daiginjo-shu (大吟醸酒), con un 50-70 % de arroz pulido quitado. Junmai daiginjo-shu está hecho sin agregado de alcohol.

Los cuatro tipos de arriba (actualmente seis, por las variedades que tiene el junmai) son conocidos como tokutei meishoshu ("sake de designación especial").

## Sirviendo el sake
En Japón el sake se sirve frío, tibio o caliente, dependiendo de la preferencia del bebedor, la calidad del sake y la estación del año. Generalmente el sake caliente es bebido en invierno y el sake frío en verano. Se dice que el alcohol en el sake tibio o caliente es absorbido por el cuerpo más rápidamente, por lo que beber sake caliente era una costumbre popular durante la Segunda Guerra Mundial para enmascarar la aspereza del sabor debido a la dificultad para obtener ingredientes. El sake es una de las pocas bebidas alcohólicas que es regularmente consumida caliente.

## Usos rituales

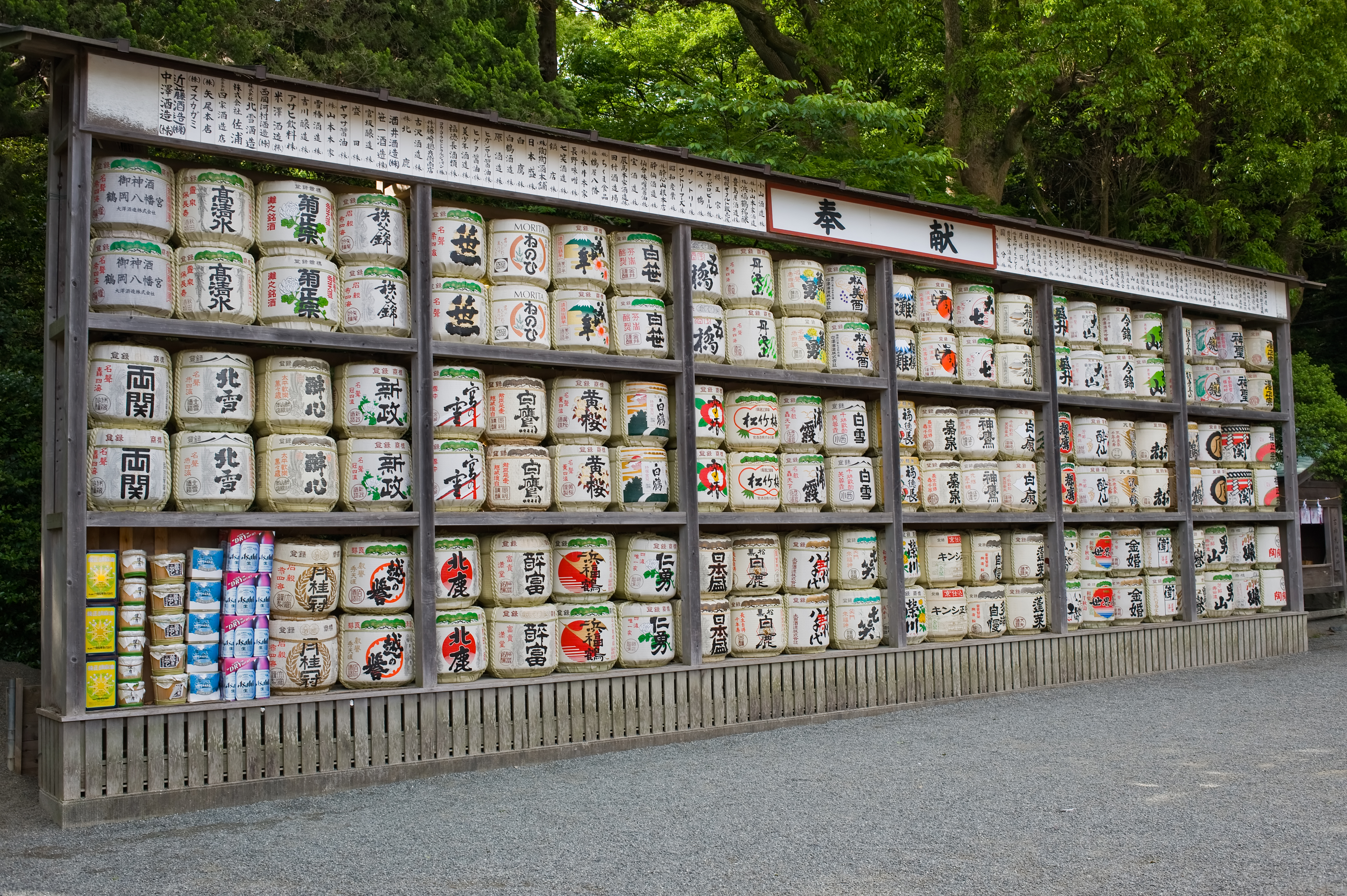
Barriles de sake como ofrenda en el santuario sintoísta Tsurugaoka Hachiman-gū.

El sake suele beberse como parte de rituales de purificación sintoístas. Durante la Segunda Guerra Mundial, los pilotos kamikaze bebían sake antes de llevar a cabo sus misiones. Hoy en día se abren barriles de sake durante festivales y ceremonias sintoístas o luego de victorias deportivas. Este sake, llamado iwai-zake, (literalmente «sake de celebración»), es servido libremente a todos para repartir la buena fortuna. El sake se sirve asimismo junto a las comidas livianas que acompañan algunas ceremonias del té.
En Año Nuevo los japoneses beben un sake especial llamado toso (屠蘇). El toso es similar al iwai-zake. Se prepara remojando tososan (屠蘇散), un polvo medicinal chino, en el sake. Hasta los niños prueban un poco. En algunas regiones los primeros sorbos de toso se toman según la edad, desde los más jóvenes a los más ancianos.